# Platypalpus dolichopeza
Platypalpus dolichopeza är en tvåvingeart som beskrevs av Frey 1943. Platypalpus dolichopeza ingår i släktet Platypalpus och familjen puckeldansflugor. Inga underarter finns listade i Catalogue of Life.